# 四川天府银行
四川天府银行（英文简称TFB）是中国一家地方性股份制並具有德國資本背景的商业银行，总部位于中国四川省南充市，创立于2001年12月，其前身为南充市商业银行，2017年更名为四川天府银行。四川天府银行现时拥有8家分行，位於南充、成都、贵阳、巴中、达州、凉山、德阳、遂宁。村镇银行4家，包括织金惠民村镇银行，雅安雨城惠民村镇银行，上海金山惠民村镇银行。金融租赁公司1家。全行金融服务机构总数达114家。

## 外埠金融机构
- 2010年，南充市商业银行贵阳分行开业，同年发起设立了贵州织金惠民村镇银行。

- 2012年，南充市商业银行发起设立了上海金山惠民村镇银行。[3]

## 历史
南充市最早的城市信用社始于1984年创立的南充市西城城市信用社，此后十年内南充市内开设了15家城市信用社。
2001年12月27日，以南充市城区原有10 家城市信用社为基础，由南充市财政局牵头，联合四川明宇集团有限公司等15 家法人股东以及城信社原有股东共同出资改造组建的南充市商业银行成立，初期注册资本10070万元，下辖13 个一级支行，38 个二级支行。
2005年7月8日，原南充市商业银行在北京人民大会堂与德国投资与开发有限公司、德国储蓄银行国际发展基金和德国储蓄银行国际合作基金签署了战略合作协议，成为了有国际资本背景的城市商业银行。
2007年，设立成都分行 。2010年，在贵阳设立第一家跨省分行。
截至2017年9月末，四川天府银行资产总额达到1968.26亿元，各项存款余额（含同业）达到1244.87亿元，各项贷款余额660.09亿元。
2017年7月，英国《银行家》杂志发布了2017年“全球1000强银行”排行榜，四川天府银行排名第483位。
自2001年成立以來，四川天府銀行已成為一個擁有2043名員工的金融機構。該銀行在省內外設有10家分行和119家營業網點，同時，還發起成立了4家村鎮銀行、1家貸款公司和1家金融租賃公司。截至2023年年底，四川天府銀行的總資產達到2435.22億元人民幣，其中基礎性存款餘額為1715.43億元，貸款餘額為1452.51億元。

## 主要經營者
| 姓名            | 職務   |
| --------------- | ------ |
| 邢敏            | 董事長 |
| GUANG XUN XU    | 董事   |
| 贾建民          | 董事   |
| 邢敏            | 董事   |
| CARSTEN STEFFAN | 董事   |
| 李剑            | 董事   |
| 張義發          | 董事   |
| 黄毅            | 董事   |
| 袁渊            | 監事   |
| 朱增进          | 監事   |
| 王绍文          | 監事   |
| 胡小平          | 監事   |